# Куеро (Техас)
Куеро (англ. Cuero) — місто (англ. city) в США, в окрузі Девітт штату Техас. Населення — 8128 осіб (2020).

## Географія
Куеро розташоване за координатами 29°5′40″ пн. ш. 97°17′15″ зх. д. / 29.09444° пн. ш. 97.28750° зх. д. (29.094439, -97.287559).  За даними Бюро перепису населення США в 2010 році місто мало площу 12,83 км², з яких 12,79 км² — суходіл та 0,05 км² — водойми. В 2017 році площа становила 17,04 км², з яких 17,00 км² — суходіл та 0,05 км² — водойми.

## Демографія
Згідно з переписом 2010 року, у місті мешкала 6841 особа в 2557 домогосподарствах у складі 1701 родини. Густота населення становила 533 особи/км².  Було 2961 помешкання (231/км²).
Расовий склад населення:
| - 68,6 % — білих - 15,2 % — чорних або афроамериканців - 0,6 % — корінних американців - 0,4 % — азіатів - 11,8 % — осіб інших рас |

До двох чи більше рас належало 3,4 %. Частка іспаномовних становила 39,9 % від усіх жителів.
За віковим діапазоном населення розподілялося таким чином: 27,4 % — особи молодші 18 років, 55,3 % — особи у віці 18—64 років, 17,3 % — особи у віці 65 років та старші. Медіана віку мешканця становила 37,1 року. На 100 осіб жіночої статі у місті припадало 87,1 чоловіків;  на 100 жінок у віці від 18 років та старших — 82,3 чоловіків також старших 18 років.
Середній дохід на одне домашнє господарство  становив 65 490 доларів США (медіана — 37 000), а середній дохід на одну сім'ю — 77 209 доларів (медіана — 52 077). Медіана доходів становила 50 208 доларів для чоловіків та 22 376 доларів для жінок. За межею бідності перебувало 19,2 % осіб, у тому числі 24,0 % дітей у віці до 18 років та 13,4 % осіб у віці 65 років та старших.
Цивільне працевлаштоване населення становило 2596 осіб. Основні галузі зайнятості: освіта, охорона здоров'я та соціальна допомога — 31,4 %, сільське господарство, лісництво, риболовля — 12,8 %, мистецтво, розваги та відпочинок — 10,4 %, виробництво — 8,1 %.